# Conacul Ștefan Cicio-Pop din Conop
Conacul Ștefan Cicio-Pop din Conop este un monument istoric aflat pe teritoriul satului Conop, comuna Conop. În Repertoriul Arheologic Național, monumentul apare cu codul 10462.02.